# Eumelea ditona
Eumelea ditona är en fjärilsart som beskrevs av Louis Beethoven Prout 1926. Eumelea ditona ingår i släktet Eumelea och familjen mätare. Inga underarter finns listade i Catalogue of Life.